# EA UK
EA UK és una empresa desenvolupadora de videojocs ubicada a Guildford (Surrey) en el qual és part d'Electronic Arts.

## Llista de videojocs
- Burnout Legends
- Burnout Dominator
- Catwoman
- Cricket 2005
- Harry Potter and the Goblet of Fire
- Harry Potter and the Order of the Phoenix
- Harry Potter and the Prisoner of Azkaban